# Gapuro
Gapuro is een bestuurslaag in het regentschap Batang van de provincie Midden-Java, Indonesië. Gapuro telt 2464 inwoners (volkstelling 2010).